# Eugenia Kargbo
Eugenia Kargbo (* Juni 1987 in Freetown) ist eine Sierra-Leonerin. Seit 2021 ist sie die erste Hitzebeauftragte (englisch Heat Officer) Afrikas.

## Leben
Kargbo wuchs in den 1990er Jahren in Freetown auf. Sie erlebte, wie sich die Stadt durch das schnelle Wachstum veränderte, Bäume gerodet wurden und immer mehr informelle Siedlungen der Neuzugewanderten entstanden.
Nach der Schulabschluss studierte sie an der University of Sierra Leone (Fourah Bay College) und in Mailand in Italien. Sie ist Mutter zweier Kinder und lebt in Freetown.

## Karriere
Kargbo begann ihre Karriere 2011 bei der United Bank of Africa (UBA) im Kundenservice. Innerhalb von drei Jahren erlangte sie dort eine Führungsposition als „Relationship Manager“. Außerdem sammelte sie Erfahrungen in den Sektoren Datenanalyse und Notfallmaßnahmen.
Motiviert durch die verheerende Umweltkatastrophe 2017, der mehr als 1100 Bewohner Freetowns durch einen Erdrutsch zum Opfer fielen, beschloss sie, für die Stadtverwaltung (Freetown City Council) zu arbeiten und sich aktiv für Veränderungen einzusetzen. Ihr Fachgebiet waren Arbeitsbeschaffungsmaßnahmen und die Verbesserung sanitärer Einrichtungen.
2021 wurde sie die erste Hitzebeauftragte Afrikas. Ihr Arbeitsplatz als Beraterin der Bürgermeisterin Freetowns Yvonne Aki-Sawyerr wurde mit Unterstützung und Finanzierung des Adrienne Arsht-Rockefeller Foundation Resilience Center in Washington, D.C. verwirklicht. Zu ihrem neuen Aufgabenbereich gehört, Daten über die Hitze und den Wohnraum zusammenzutragen und dann wirksame Maßnahmen zu entwickeln, um der extremen Hitze entgegenzuwirken und so deren Auswirkung auf die Stadtbewohner zu mildern. Unter anderem muss sie für bestehende Wohngebäude in informellen Siedlungen, für die Wärme speicherndes Wellblech benutzt wird, andere, erschwingliche Baumaterialien finden, die weniger Hitze speichern und auch sturmfluttauglich sind, um den häufig auftretenden Überschwemmungen standzuhalten.
Eine von Kargbo initiierte Maßnahme ist das Pflanzen von einer Million Bäume im Stadtgebiet von Freetown, um die Temperatur der Stadt zu senken. Wie sie selbst in einem Interview sagte, erhalten in ihrem Programm ausgewählte Personen in der Nachbarschaft die Kontrolle und Verantwortung für diese Bäume, um sicherzustellen, dass die Pflanzen wachsen und gedeihen, denn ihre Mission ist, die Stadt wieder zu begrünen und dadurch lebenswerter zu machen. Die Bäume können über eine App verwaltet werden und sind durch das Hochladen eines Fotos digital auffindbar. Kargbo richtete auch kleine Parks ein und baute Unterstände für freie Märkte, um die verkaufenden Menschen dort vor der Hitze zu schützen.
Über den Klimawandel sagte Kargbo: „Der Klimawandel steht vor unserer Haustür und wir sehen, dass er bereits Auswirkungen auf die Landwirte, die Ernährungssicherheit und die Gesundheit und Sicherheit der Menschen hat“ („Climate change is on our doorstep and we are seeing it already impact farmers, food security and people's health and safety“). Außerdem betont sie stets, dass die Menschen für den Kampf gegen den Klimawandel, ähnlich wie während der COVID-19-Pandemie, zusammenarbeiten müssen. Sierra Leone gehört zu den am stärksten von Klimawandel betroffenen Ländern der Welt. Die Situation wird durch eine starke Landflucht und ein unkontrolliertes Wachstum der Städte noch verschärft.
Kargbo rief auch die Plattform NetworkMe SL ins Leben, die darauf ausgerichtet ist, die beruflichen Kompetenzen der Jugend in Sierra Leone zu stärken, sowie Fortbildungen, Praktika und Kontakte zu potentiellen Arbeitgebern anzubieten.

## Auszeichnungen
Das Time Magazin führte Eugenia Kargbo unter den Innovatoren ihrer Liste der Time100 Next 2022 auf.